# فابريس إيلايسي كواديو كواكو
فابريس إيلايسي كواديو كواكو (بالفرنسية: Fabrice Elysée Kouadio Kouakou)‏ المعروف بـمانوتشو (مواليد 3 أكتوبر 1990) لاعب كرة قدم إيفواري يجيد اللعب في الهجوم.

## روابط خارجية
- فابريس إيلايسي كواديو كواكو على موقع قاعدة بيانات كرة القدم.إي يو (الإنجليزية)
- فابريس إيلايسي كواديو كواكو على موقع Soccerway.com (الإنجليزية)